# Bila Hora, Popasna
Bila Hora (în ucraineană Біла Гора) este un sat în așezarea urbană Mîrna Dolîna din raionul Popasna, regiunea Luhansk, Ucraina.

## Demografie
Componența lingvistică a localității Bila Hora
     Ucraineană (82,76%)
     Rusă (14,48%)
     Alte limbi (0,68%)
Conform recensământului din 2001, majoritatea populației localității Bila Hora era vorbitoare de ucraineană (82,76%), existând în minoritate și vorbitori de rusă (14,48%).